# Vstup Kypru do Evropské unie
K vstupu Kypru do Evropské unie došlo dne 1. května 2004. Šlo o dosud největší rozšíření Evropské unie, kdy k ní přistoupilo též Česko, Estonsko, Litvy, Lotyšsko, Maďarsko, Malta, Polsko, Slovensko a Slovinsko.
1. ledna 2008 vstoupil Kypr do Eurozóny.